# Yekta Uzunoğlu
Yekta Uzunoğlu (kurdsky Yekta Geylanî, * 10. května 1953 Silvan) je kurdský aktivista, spisovatel, překladatel, lékař a podnikatel s kurdsko-arménskými kořeny.
Od roku 1971 upozorňuje na potlačování kurdské menšiny v Turecku, Íránu, Iráku a Sýrii. Je autorem překladů mj. částí Bible a děl Karla Čapka z češtiny do kurdštiny a naopak kurdské poezie i prózy do češtiny a němčiny.
Od roku 1994 vede četné soudní spory s českým státem; od roku 1994 byl několikrát odsouzen za různé trestné činy a posléze osvobozen, v souvislosti s těmito spory taktéž vysoudil různá finanční odškodnění. Některé civilní i trestní případy nejsou dodnes (2018) uzavřeny.

## Život a politické aktivity

### Mládí a působení v ČSSR
Narodil se roku 1953 v tureckém městě Silvan (kurdsky Farqin) jako třetí dítě kurdského právníka Ahmeta Uzunoğlu. Od roku 1970 studoval francouzštinu na Institut de Touraine v Paříži. Po vojenském puči v Turecku v březnu 1971 získal stipendium na studia v ČSSR.
Během studia se přátelil s disidenty a pronásledovanými lidmi zejména z řad adventistické církve, pro které pořádal společně s Pavlem Martáskem přednášky o Svaté zemi. Roku 1975 se zúčastnil hladovky na švédském velvyslanectví v ČSSR, kterou kurdští studenti protestovali proti vydávání kurdských studentů z ČSSR do Iráku pod vedením Saddáma Husajna. Roku 1976 spoluzaložil s Prof. Dr. Pavel Marťásek DrSc. a Vladimir Kořenský v komunistickém Československu ilegální nakladatelství ARARAT, jež se věnovalo samizdatovým publikacím mj. jeho vlastních děl o Kurdech a Kurdistánu v češtině a děl francouzských autorů z University Sorbonne Prof. Joyce Blau ve francouzštině.
V roce 1978 se podílel na založení kurdského Červeného půlměsíce. V roce 1979 absolvoval Fakultu všeobecného lékařství Univerzity Karlovy, pak mu nebylo prodlouženo vízum a byl vyhoštěn z ČSSR. Následně odjel do Paříže, kde mu bylo uděleno výzkumní stipendium na Pasteurově ústavu; namísto toho však v březnu 1980 odjel jako humanitární pracovník právě vznikající organizace Lékaři bez hranic do Íránu a posléze do Iráku. V listopadu téhož roku mu turecká vláda za jeho angažmá v rámci MSF odebrala cestovní pas.

### Působení v SRN
V roce 1981 získal status politického uprchlíka ve Spolkové republice Německo, kde začal spolupracovat s hnutím Amnesty International. O dva roky později byl jedním ze zakládajících členů Institut Kurde de Paris a rovněž kurdského institutu v Bonnu; až do roku 1988 byl jeho ředitelem.
V roce 1987 vytvořil s pomocí protestantské církve kurdské vysílání celosvětové rozhlasové stanice Radio Monte Carlo. V letech 1987–1988 přednášel na různých místech Evropy o lidských a kulturních právech menšin a Romů. V roce 1988 poprvé v kurdské historii nejen že zahájil kurdské vysílání na krátkých vlnách v Rádio Monte Carlo, ale účinkoval i sám osobně.

### Po roce 1989

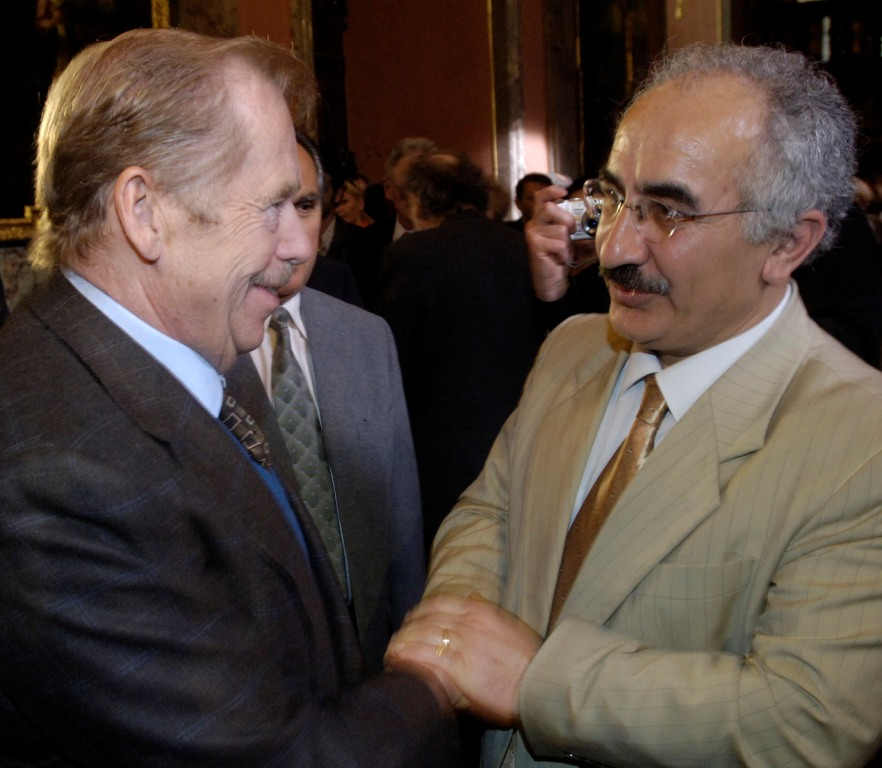
Yekta Uzunoğlu s Václavem Havlem (2006)

Krátce po Sametové revoluci se vrátil do ČSFR, kde koncem roku 1990 založil pobočku své obchodní společnosti. Od roku 1991 uveřejňoval články týkající se lidských práv a pořádal mezinárodní semináře k ekonomickým reformám v ČSFR. V roce 1992 se podílel na vzniku československo-turecké bilaterální smlouvy o spolupráci v oblasti boje proti organizovanému zločinu. V roce 1993 založil v ČR, Německu a Turecku různé obchodně-výrobní společnosti. V roce 1994 podepsal smlouvu s firmou ŠKODA-Praha, čímž se jedna z jeho firem stala výhradním zástupcem automobilky na Středním východě. V roce 1996 mu bylo uděleno německé občanství.
V říjnu 2015 uspořádal Uzunoglu na pozvání syrských kurdských ozbrojených sil YPG a YPJ návštěvu poslance Evropského parlamentu Jaromíra Štětiny do Kobane. Společně překročili 800 km přes syrský Kurdistán, Rojavu. Jaromír Štětina ve funkci místopředsedy podvýboru Evropského parlamentu vyzval zástupce syrských Kurdů a jejich organizací YPG a YPJ k návštěvě Evropského parlamentu a zasedání Výboru, aby byli svědky situace na místě.

## Soudní spory s českým státem

### Obvinění z mučení (1994–2007)
V noci z 13. na 14. září 1994 byl Uzunoğlu spolu s třemi dalšími Kurdy zadržen příslušníky OBOZ pod osobním velením Josefa Opavy (později odsouzeného jako člen takzvaného Berdychova gangu), a až do uvalení vazby o téměř tři dny později (s překročením tehdejší zákonné lhůty 24 hodin, tedy protiprávně) zadržován.
16. září 1994 byla na Uzunoğlua uvalena vazba. Dle tiskové zprávy detektiva OBOZ, Jiřího Gregora, Uzunoğlu „obchodoval se zbraněmi a drogami". Oficiálně byl však o měsíc později obviněn z „mučení, přípravy trojnásobné vraždy, nedovoleného ozbrojování a podvodů v obchodní činnosti"
Do 10. dubna 1995 byly všechny části obvinění staženy zpět jakožto bezpředmětné, s výjimkou mučení. Toho se měl Uzunoğlu dopustit v noci z 8. na 9. září na Otanu Göksenovi a večer 13. září na dvou osobách (včetně vlastního bratrance). V obou případech měli Uzunoğluovi asistovat zbylé tři zadržené osoby, z nichž jedna je jeho synovcem – ten však byl dle spisu zatčen už odpoledne, tedy před údajným mučením. Ani v této podobě však nebyla obžaloba Městským soudem v Praze přijata, rozhodnutí definitivně potvrdil 14. února 1995 Vrchní soud v Praze.
Mezitím byla šestiměsíční vazba celkem čtyřikrát prodloužena, naposledy kvůli překročení zákonné hranice dvou let dokonce Nejvyšším soudem České republiky. V té době byl dle tehdejšího ministra vnitra Jana Rumla i týrán.
V roce 1996 dostal německé občanství, ještě ve vazbě v bezpečnostní cele bezpečnostního patra Vazební věznice Ruzyně.
12. března 1997 byl Uzunoğlu propuštěn z vazby a ihned podal trestní oznámení na Jiřího Gregora za „pomluvu a lživou zprávu poskytnutou ČTK“. V květnu odjel navštívit rodinu do Turecka, odkud mu v červnu bylo zakázáno vyjet.
V té době byl nadále stíhán pro údajné omezování osobní svobody a mučení tureckého ilegála-emigranta Otana Göksela aias Gürkana Gönena. Toto jméno bylo během procesu obžalovaným prokázáno jako falešné a dotyčný přiznal, že v ČR žije už od 80. let na falešný pas. Začal tvrdit, že se jmenuje Gurkan Gönen, nicméně i pravost této identity byla obžalovaným u soudu zpochybněna. Dle zprávy Inspekce MV ČR pracoval Göksen/Gönen jako agent přímo pod kpt. Horákem, jenž řídil zatčení Uzunoğlua. Rovněž byl dlouhodobým konfidentem StB.

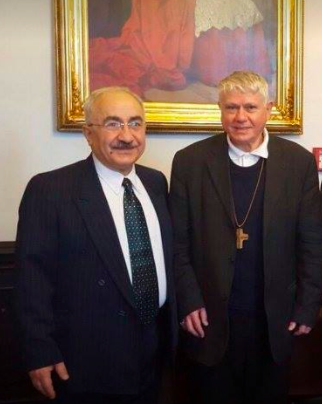
Yekta Uzunoglu se světícím biskupem pražským Mons. Václavem Malým 21.12. 2015

Dne 3. března 2006 byl na Uzunoğluovu podporu zveřejněn otevřený dopis „Žalujeme", který podepsaly významné osobnosti veřejného života, konkrétně: Pavel Dostál, Táňa Fischerová, František Janouch, Karel Jech, Květa Jechová, Svatopluk Karásek, Jaroslav Kořán, Dana Němcová, Karel Schwarzenberg, Jiřina Šiklová, Věněk Šilhán, Libuše Šilhánová, Jaromír Štětina a Petruška Šustrová.
V březnu 2007 Uzunoğlu zahájil na protest proti vleklému procesu hladovku, kterou po 11 dnech ukončil, jednodenní hladovkou ho podpořila řada lidí včetně bývalého prezidenta Václava Havla.
Dne 29. března 2007 uložil Obvodní soud pro Prahu 4 Uzunoğluovi za „vydírání a mučení jednoho cizince“ (Gürkena Gönena) dvouletý podmíněný trest vězení se zkušební dobou na pět let a zprostil jej obžaloby „z mučení dalších dvou cizinců“. Jeho dva spoluobžalované, souzené v nepřítomnosti, odsoudil soud k vyhoštění na deset let. Uzunoğlu označil rozhodnutí soudu za fašizující a proti verdiktu se odvolal, obavy o spravedlivý průběh procesu vyjádřila podle tisku i mezinárodní organizace Amnesty International.
31. července 2007 jej odvolací pražský městský soud osvobodil a zrušil tak dřívější rozsudek obvodního soudu.

### Obvinění z dalších trestních činů (od 2016)
Dne 3. března 2016 byla na něj u Okresního soudu Praha-východ podána obžaloba pro trestný čin křivého obvinění a dva přečiny pomluvy. V této věci proběhlo jediné hlavní líčení v prosinci 2016; další byly zrušeny na žádost Uzunogly a v důsledku omluv, odůvodněných lékařskými zprávami ze švýcarských a egyptských nemocnic. Jelikož se v mezidobí, kdy měl být léčen, věnoval publicistické činnosti a na sociální síti a dalších webech prezentoval cestovatelské fotografie z různých zemí světa, byl soudem v březnu 2017 vyzván, aby doložil podrobné lékařské zprávy o svých hospitalizacích a sdělil, kde se v tomto období pohyboval.
Protože Uzunoğlu na výzvu soudu nereagoval (a to ani v prodloužené lhůtě), dne 21. dubna 2017 byl vydán soudní příkaz k jeho zatčení, jež proběhlo dne 28. dubna 2017. Dalšího dne byl nicméně přijat jeho písemný slib a jeho vazba byla nahrazena probačním dohledem. Uzunoglu okamžitě podal proti tomuto usnesení okresního soudu stížnost ke Krajskému soudu v Praze, která byla dne 30. dubna 2017 zamítnuta.
Uzunoğlu pak proti rozhodnutím obou nižších soudů podal ústavní stížnost, v níž namítal porušení svého práva na zákonného soudce; rozhodovala o něm totiž soudkyně okresního soudu, která u něj předtím nařídila domovní prohlídku. K tomuto pochybení podle něj nepřihlédl ani krajský soud. Ústavní soud jeho stížnost přijal, nálezem ze dne 2. února 2018 rozhodl, že je částečně důvodná (napadená rozhodnutí z důvodu porušení stěžovatelova práva na zákonného soudce zrušil, ale neposuzoval jejich obsah) a usnesení obou soudů proto zrušil.

### Zatykač Turecka v roce 2019
V roce 2015 navštívili na žádost poslance Jaromíra Štětiny, místopředsedy Výboru pro bezpečnost a obranu Evropského parlamentu, Dr. Yekta Uzunoğlu s poslancem Evropského parlamentu Jaromírem Štětinou Severní Sýrii - Rojavu, aby se přesvědčili o situaci ve válce proti ISIS. Po návratu z cesty MUDr. Uzunoglu sdílel několik fotografií z jejich návštěvy na své stránce Twitter, které byly stejné jako fotografie, co sdílel poslanec Jaromír Štětina na svém osobním účtu Twitter a tyto fotografie lze nalézt také na oficiální webové stránce EP. V lednu 2019 Turecko vydalo zatykač na MUDr. Uzunoglu právě kvůli těmto fotografiím na jeho stránce Twitter. Aby se zabránilo uvěznění MUDr. Uzunoglu, který je německým občanem, v ČR a jeho vydání do Turecka, Amnesty International, kurdský PEN klub a poslanci EP varovali německou i českou vládu před tímto krokem.

## Publikace
- Siverek Kültür Gazetesi Archivováno 12. 3. 2016 na Wayback Machine. (Kulturní Noviny Siverek) - Spolu s významným kurdským právníkem panem Necati Siyahanem vydával kulturní měsíčník kurdského města Siverek, 1970
- Ronahi (Světlo) - Součinnost v kurdském časopisu, 1971-1973
- Láska u Kurdů - Publikováno v letech 1976-1979 samizdat, dostupné v knihovně Libri Prohibiti.
- Země Kurdů Archivováno 20. 4. 2021 na Wayback Machine. - Publikováno v letech 1976-1979 samizdat, dostupné v knihovně Libri Prohibiti.
- Legenda o Kurdech Archivováno 20. 4. 2021 na Wayback Machine. - Publikováno v letech 1976-1979 samizdat, dostupné v knihovně Libri Prohibiti.
- Le probleme Kurde - ve francouzštině – s paní Prof. Joyce Blau z Univerzita Sorbonna
- Kurdische Alphabet (Kurdská Abeceda) Bonn, 1982
- MEHDI ZANA MUSS GERETTET WERDEN Archivováno 1. 4. 2020 na Wayback Machine. (Mehdi Zana musí být zachráněn) - O protiprávním postupu vojenských soudů v Turecku po vojenském převratu v roce, 1980
- Der kulturelle Völkermord an den Kurden in der Türkei[nedostupný zdroj] - (Kulturní Genocida Kurdů v Turecku) - Bonn, 1982
- Brochure Passion der Kurden Archivováno 3. 12. 2020 na Wayback Machine. (Umučení Kurdů) - s Prof. Pfeipferem jako spolueditorem. Vydal University of Dortmund and Kurdish Institute - Bonn, 1984
- Musîka Kurdî-Kurdische Musik Archivováno 23. 1. 2021 na Wayback Machine. (Kurdská Hudba) - Kendal Nezan ISBN 3-925519-02-5 - Bonn, 1985
- Hey lê - bi kurdî binivîsîne. Archivováno 8. 9. 2020 na Wayback Machine. (Hej Paní, Prosím Napište Kurdsky) - Bonn, 1985
- Kürdün Türküsü Archivováno 20. 5. 2020 na Wayback Machine. (Kurdská Píseň) - napsal İhsan Aksoy - Bonn, 1985
- Kniha Alfabetizace Pro Kurdské Zeny Archivováno 12. 3. 2016 na Wayback Machine. - První alfabetizační publikace pro kurdské ženy v dějinách Kurdů vůbec. Vydavatel: Kurdský Institut SRN
- Kovara Mizgîn - 1983/ 1984 / 1985 (časopis “Mizgin”)- Časopis vydaný Yekta Uzunoğlu, Bonn Kurdský institut.
- Plandayîna Malbatê[nedostupný zdroj] (Plánování Rodiny) - Spoluautoři: PRO FAMILIA, Německo a IOOD London, UK., Bonn, 1985
- Kurdsko-Německého a Německo-Kurdsko Slovníku - 1987
- První Pomoc Na Místě Nehody - autor Vydavatelé: Kurdský institut SRN, něm. Červený kříž, Ministerstvo zdravotnictví, dopravy, obrany, práce, sociální péče, a další
- Poradce pro Kurdské ženy v SRN - autor dvojjazyčné brožurky jako poradce pro ženy migrantů. Vydavatel: Kurdský Institut a Ministerstvo práce a sociální péče ve Vestfálsku – Sev. Porýní, SRN
- Wenn Man ins Krankenhaus Musst[41] (Když Už člověk Do Nemocnice Musí) - vydavatel: Německý Červený kříž a Kurdský Institut.
- Antologie Kurdské Hudby[41] - vydal 8 hudebních kazet, jednalo se o autentickou kurdskou lidovou hudbu a v té době se jednalo o největší antologii vůbec. 1984
- Kurdische Volksdichtung Archivováno 6. 11. 2019 na Wayback Machine. (Kurdské Lidové Básně) - Thomas Bois: Kurdský institut, Bonn, 1986
- Kurdische Grammatik (Kurdská Gramatika) - D.N. MacKenzie: Kurdský institut - Bonn, 1986
- Îsa Diçe Qudisê Archivováno 5. 12. 2020 na Wayback Machine. (Ježíš v Jeruzalémě) - Bonn, 1986
- Îsa Can Dide Mirîya Archivováno 4. 8. 2020 na Wayback Machine. (Ježíš Vzkřísil Mrtvé) - Bonn, 1986
- Yûnis Archivováno 4. 8. 2020 na Wayback Machine. (Jonáš) - Bonn, 1986
- Kurdská Přísloví Archivováno 20. 4. 2021 na Wayback Machine. - Lidové noviny, S prologem Dr. Tomáš Vrba - Praha, 1993
- Ekonomické Perspektivy ČR - V.Klaus, I.Kočárník, K.Dyba, J.Zieleniec, J.Lux další - Meridian Publishing House, Praha, 1993
- Ein Kurde im Mahlwerk Des Übergangs. Ein Bericht aus Tschechien Archivováno 13. 4. 2019 na Wayback Machine. - Prolog Bernhard von Grünberg, S prezentací Františka Janoucha, 2007
- Výpověď Archivováno 12. 3. 2016 na Wayback Machine. - Akropolis, Praha, ISBN 978-80-86903-56-9, 2008

- Islamistický Trojský kůň v České republice - Ostrava: Česká expedice - ISBN 978-80-906487-2-2, 2017
- Zindandan Çığlıklar - Qirîna Zindanan (Výkřiky Ze žaláře) - Kniha Yekta Uzunoglu, která je první knihou, kterou vydal v Turecku. İzan Publising House, 2021
- Apê Mûsa 100 Yaşında! (Musa Anter Je 100 Let Starý!) - Kniha napsaná na památku Musa Antera, která spojila Yektu Uzunoğlu a mnoho známých autorů, Aram Publishing House, 2020
- Nataşa - Kniha kurdského básníka Necati Siyahkana, která byla znovu vydána s prologem Yekta Uzunoğlu, Nakladatelství İzan, 2021[42]
- Bîranîn - Kniha Yekta Uzunoğlu, která je první kurdskou knihou, kterou vydal v Turecku. Nakladatelství Sitav, 2021[43]

```
PŘEKLADY DO KURDY
```

- Karel Čapek
  - R.U.R - Jeho překlad do kurdštinu dokončil Yekta Uzunoglu v roce 1977 během studia medicíny na Univerzita Karlova
  - Bílá nemoc - Jeho překlad do kurdštinu dokončil Yekta Uzunoglu v roce 1977 během studia medicíny na Univerzita Karlova
  - Matka - Jeho překlad do kurdštinu dokončil Yekta Uzunoglu v roce 1977 během studia medicíny na Univerzita Karlova
  - 1974
- Molière
  - Sňatek z Donucení (Le Mariage forcé) - Jeho překlad do kurdštinu dokončil Yekta Uzunoglu v roce 1977 během studia medicíny na Univerzita Karlova
  - 1979
- Evangelia Sv.Lukáše - Bonn,1985
- Evangelia Sv. Marka - Bonn, 1987
- Genesis, - Bonn, 1987
- Exodus - 1988

```
PŘEKLADY DO ČEŠTINY
```

- 33 kurşun -(33 Střel) -Překlad a vydání knihy Ahmed Arif do češtiny, 2014 - Vydal Českého PEN Klub
- Hasretiden Prangalar Eskittim - (Touhou Po Tobě Mi Pouta Zrezavěla ) - Ahmed Arif : přebásnil Václav Daněk Nakladatelství Olgy a Olega Krylových, Praha 2009, vyšlo jako 2. svazek knihovničky Českého PEN Klubu a Člověka v tísni

## Ocenění
V dubnu 2006 obdržel Cenu Františka Kriegla, již uděluje Nadace Charty 77, a to „za dlouholetý a neohrožený boj za lidská práva a lidskou důstojnost jak za komunistického režimu (zakončený jeho vyhoštěním z Československa v roce 1979), tak i po listopadu 1989, kdy byl v roce 1994 zatčen a celých 31 měsíců vězněn, a již skoro 12 let se na české polistopadové justicí domáhá spravedlivého procesu a očištění svého jména.“